# Piaski (Białystok)
Piaski — osiedle w Białymstoku, położone w środkowej części miasta, na południe od Centrum. 25 października 2004 zostało połączone z osiedlem Tysiąclecia.

## Opis granic osiedla
Od ul. Legionowej ulicą Akademicką do ul. Świętojańskiej, ul. Świętojańską przez Plac Katyński, dalej ul. 11 Listopada do ul. M. Wołodyjowskiego, wzdłuż ulicy M. Wołodyjowskiego, Świerkową do Wiejskiej, następnie Wiejską, Kaczorowskiego, Legionową do Akademickiej.

## Ulice i place znajdujące się w granicach osiedla
Akademicka – parzyste, Bułgarska, Czackiego Tadeusza, Kaczorowskiego Ryszarda – nieparzyste, Krasińskiego Zygmunta, Legionowa– nieparzyste, Mazowiecka, Miła, Olszowa, Plac Katyński, Prosta, Przekątna, Rybny Rynek, Skłodowskiej – Curie Marii – parzyste 4-26, nieparzyste 3-23, Skórzana, Sportowa, Sucha, Szpitalna, Śledziowa, Świerkowa – parzyste, Świętojańska – brak budynków, Targowa, Waszyngtona Jerzego, Wesoła, Wiejska – nieparzyste, Wojskowa, Wołodyjowskiego Michała – parzyste, Zwierzyniecka – parzyste 4-44/1, nieparzyste 1-27, nieparzyste 25A-39, Żelazna.

## Obiekty i tereny zielone
- Zabytkowe domy i kamienice, w tym:
  - Willa Prezydencka – willa w której zamieszkiwał przedwojenny prezydent Białegostoku Seweryn Nowakowski
- Pomnik upamiętniający Polskie Siły Zbrojne
- pływalnia BOSiR nr 2 "Kameralna" – ul. Mazowiecka 39C
- Biblioteka filia nr 15 Książnicy Podlaskiej – ul. M. Skłodowskiej – Curie 14B[2]
- Ogrzewalnia dla bezdomnych – ul. Żelazna 23
- Najwyższy budynek mieszkalny w woj. podlaskim – ul. Waszyngtona 36[3][4]
- Kaplica parafii rzymskokatolickiej św. Anny – ul. Prezydenta Ryszarda Kaczorowskiego 5
- Urząd Pocztowy Białystok 18 – ul. Wesoła
- Urząd Pocztowy Białystok 30 – ul. Waszyngtona
- Białostocki Ośrodek Kultury – w nim kino Forum

Wybrane zabytkowe domy i kamienice:
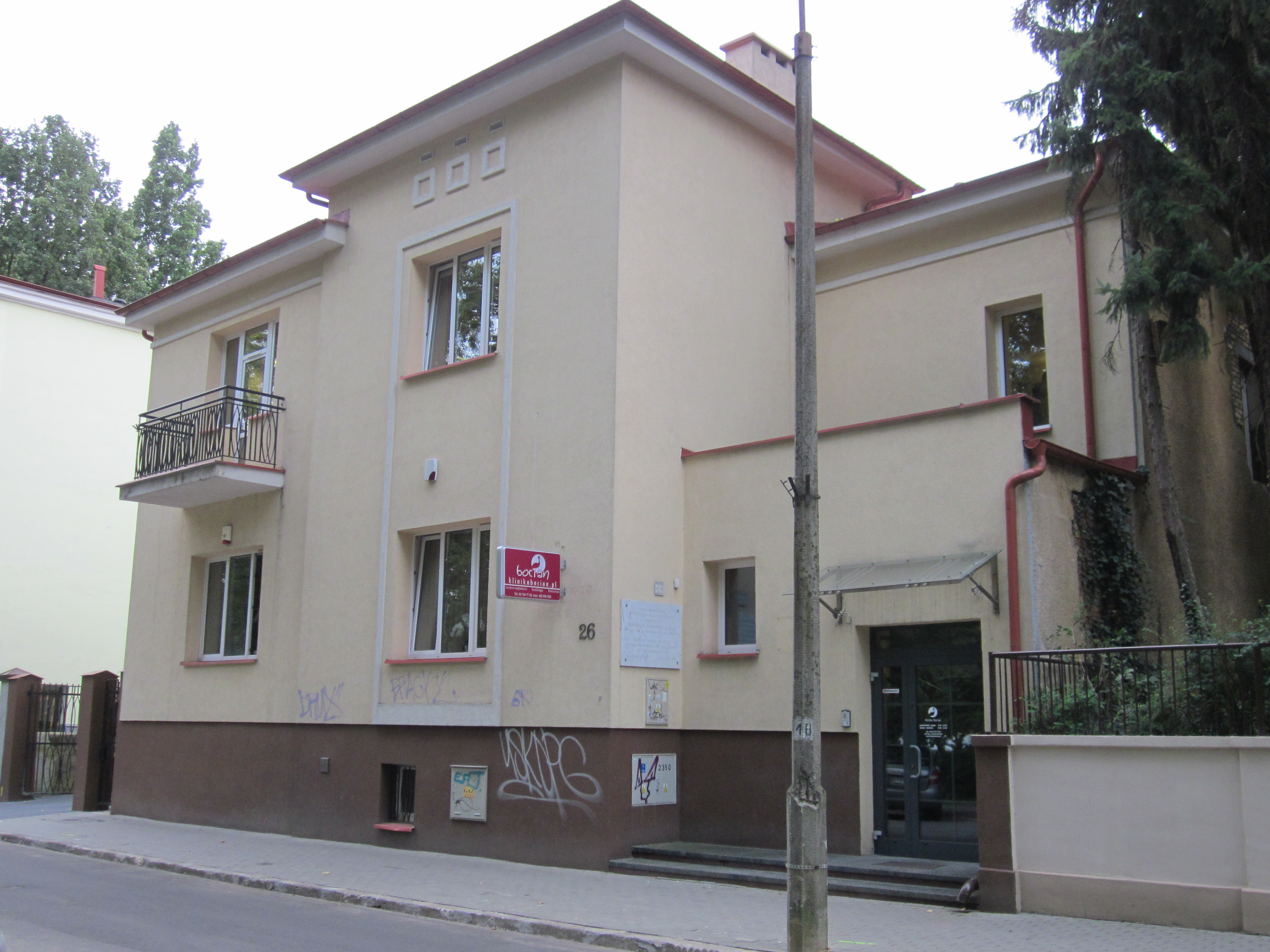
Willa Prezydencka
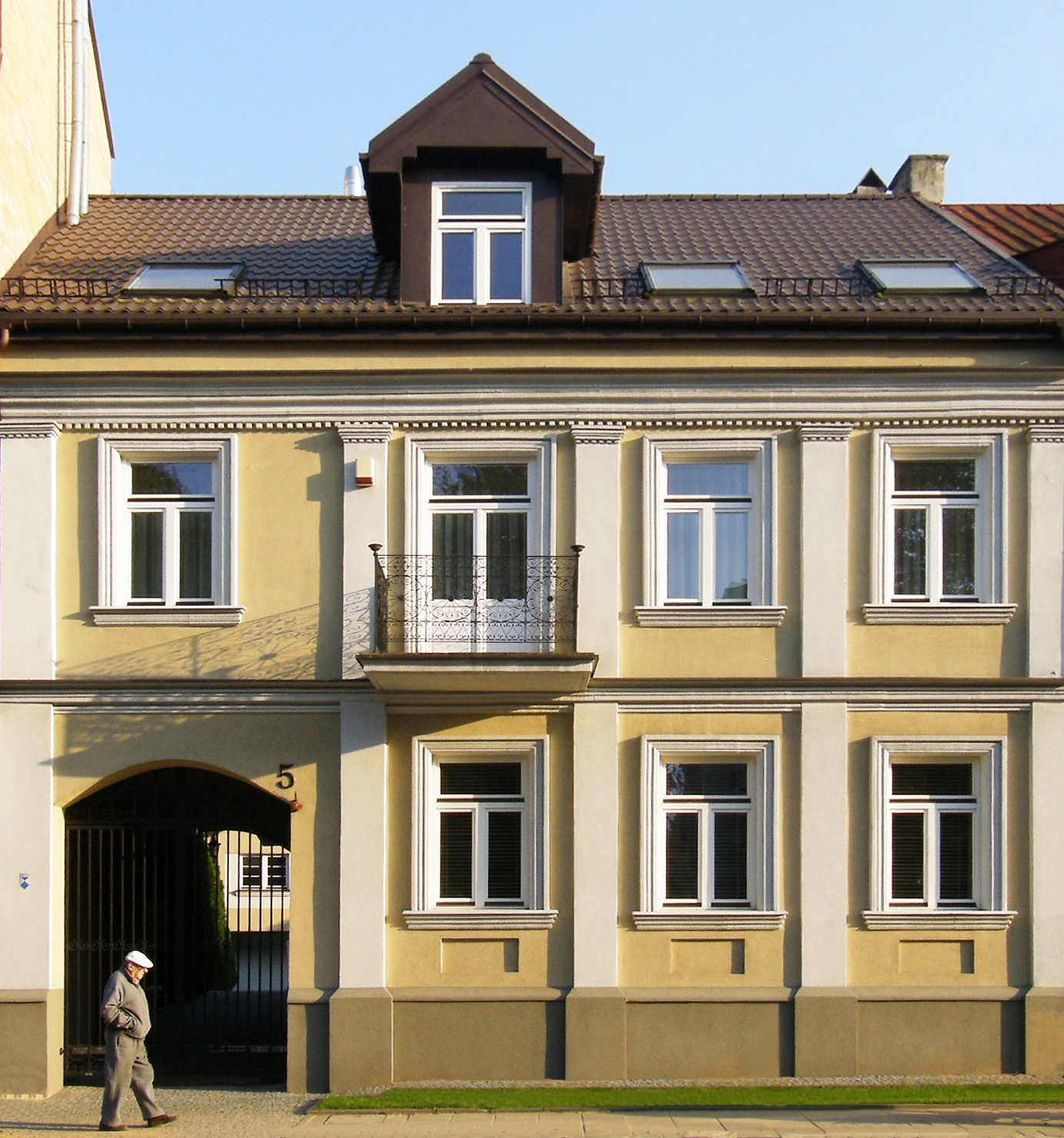
Kamieniczka przy ul. Waszyngtona
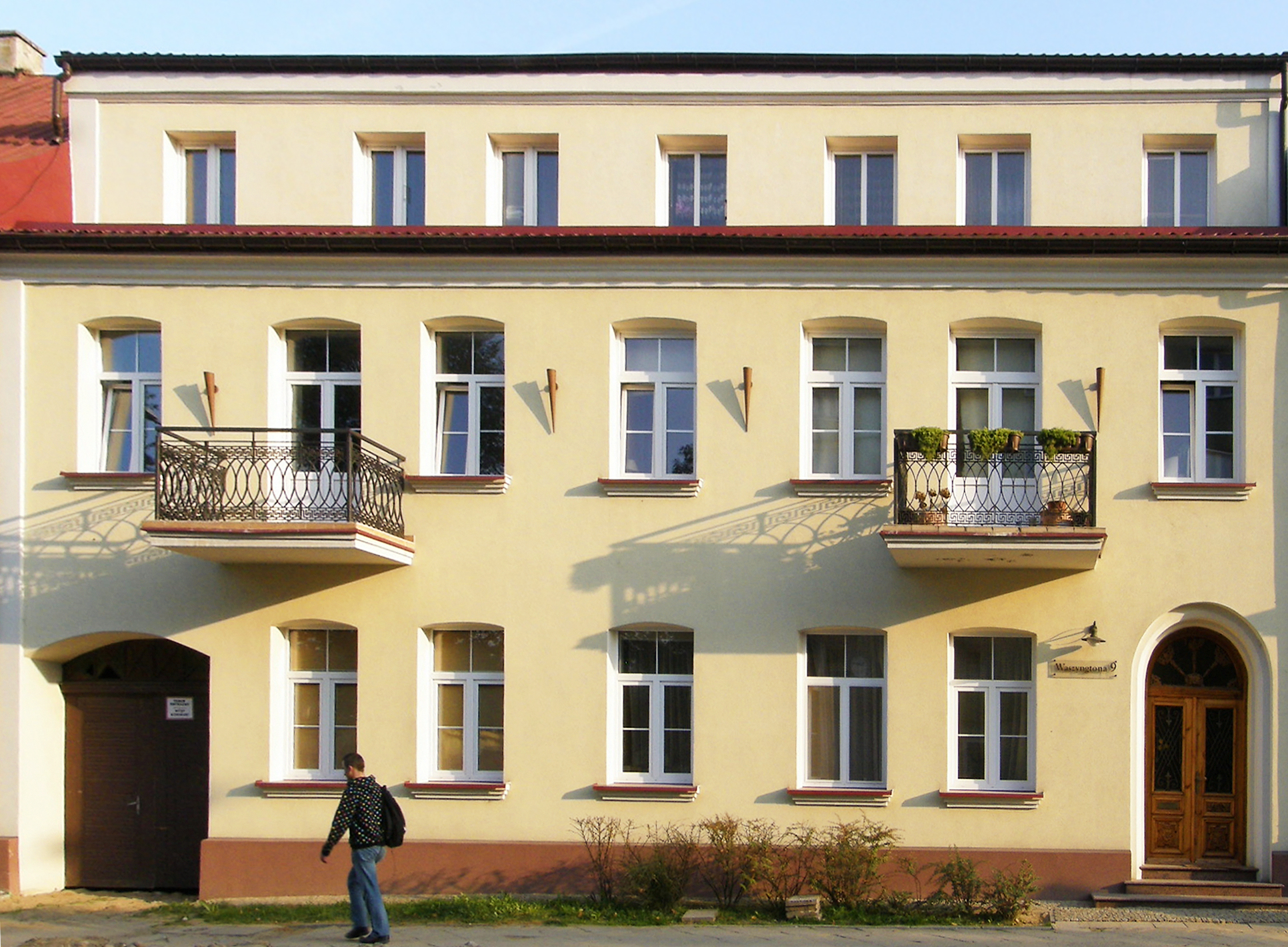
Kamienica przy ul. Waszyngtona
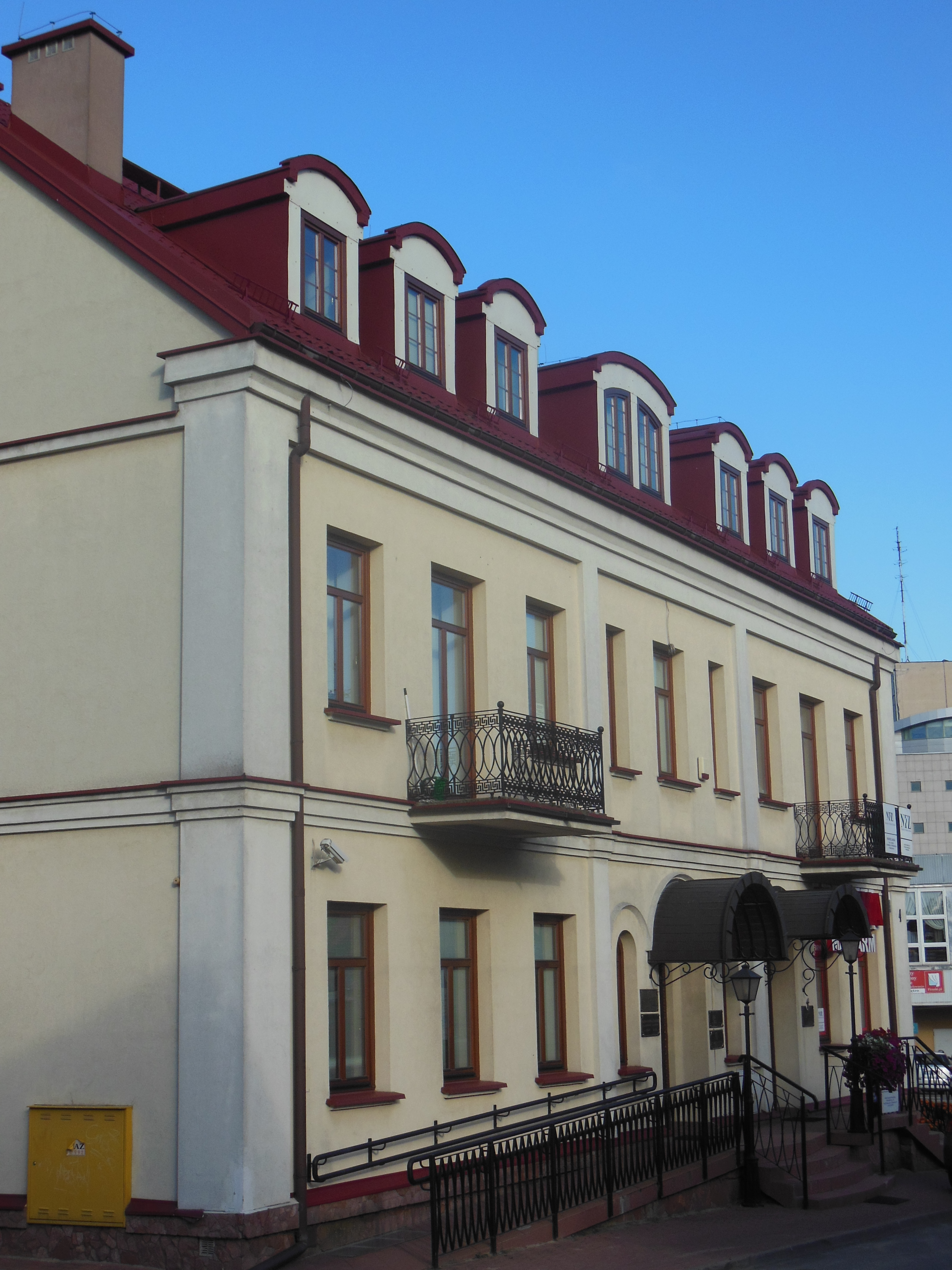
Kamienica przy ul. Wojskowej
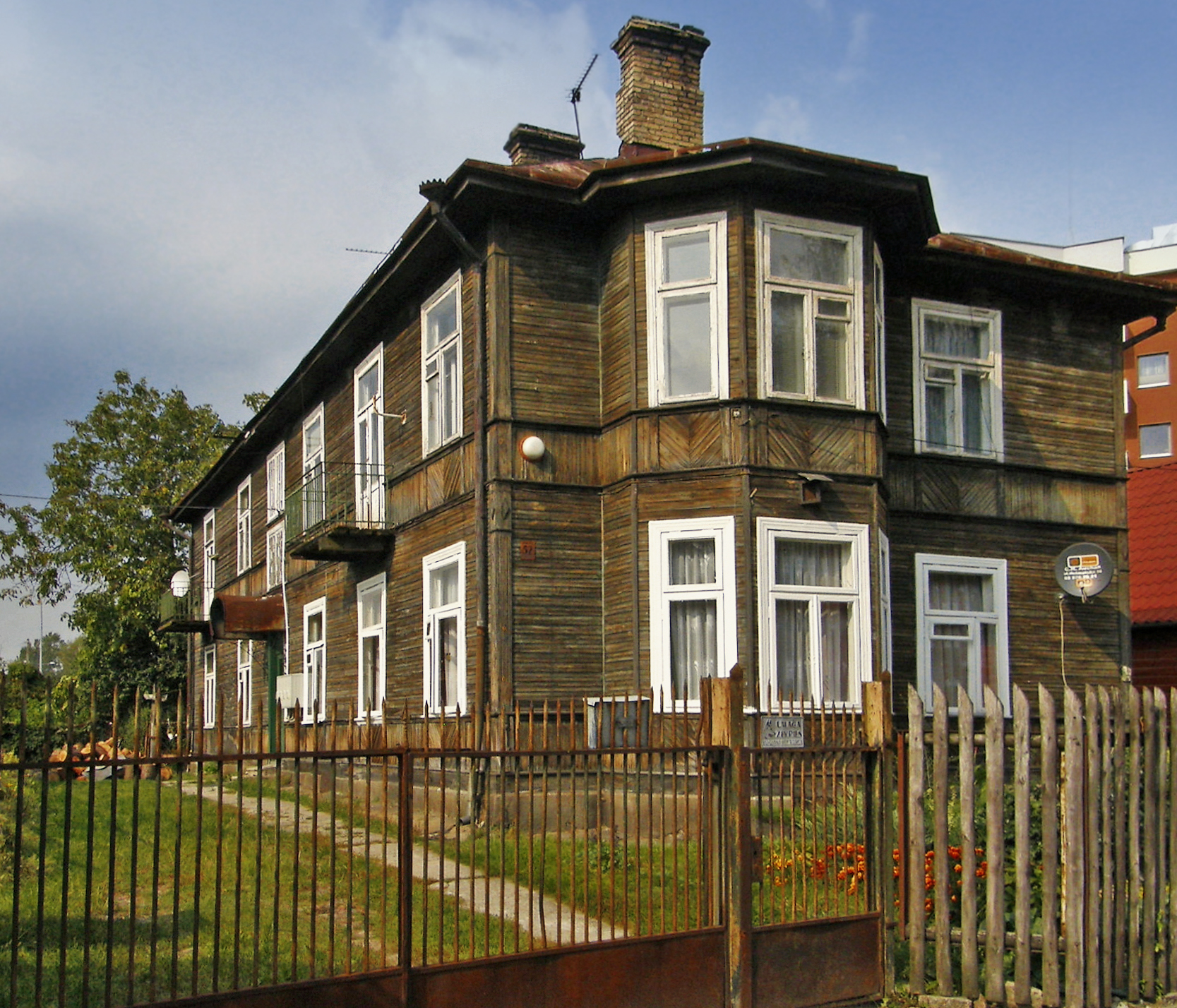
Drewniany dom przy ul. Mazowieckiej
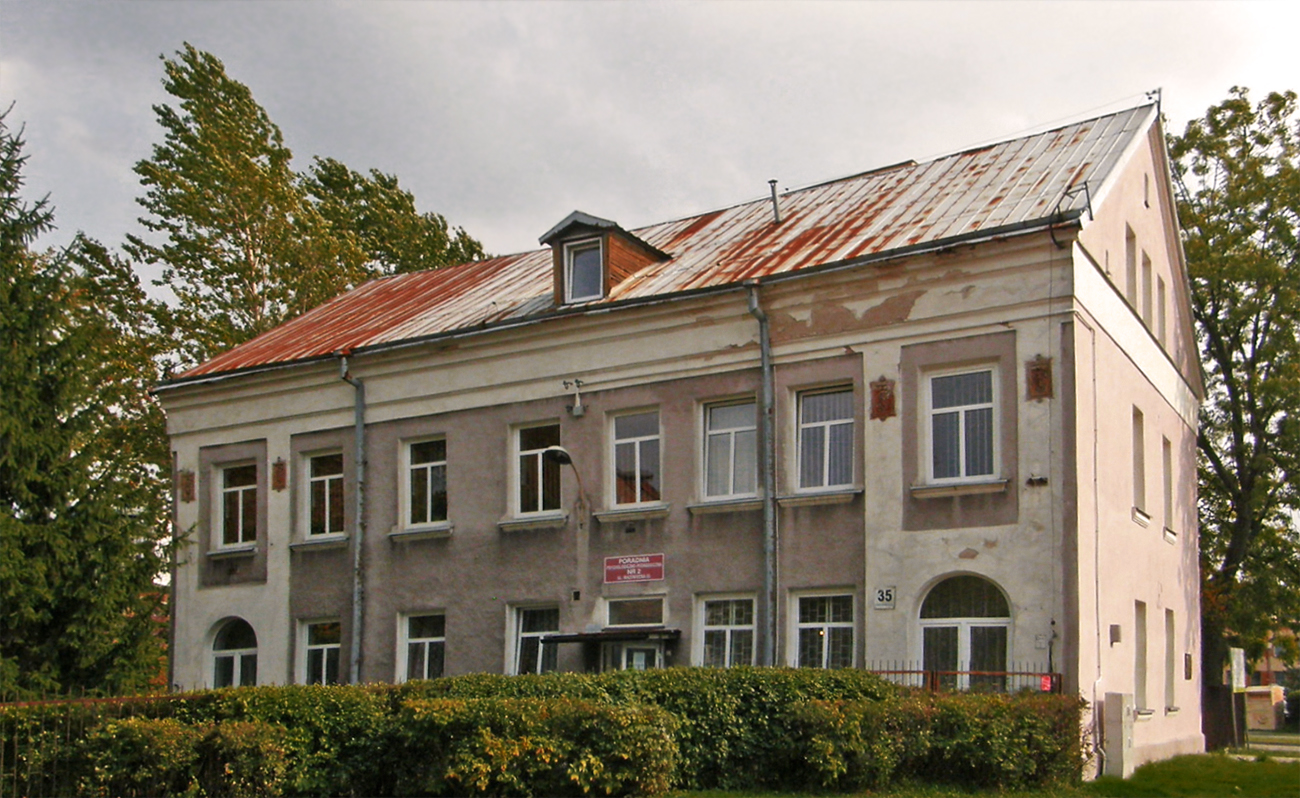
Kamienica przy ul. Mazowieckiej

## Szpitale

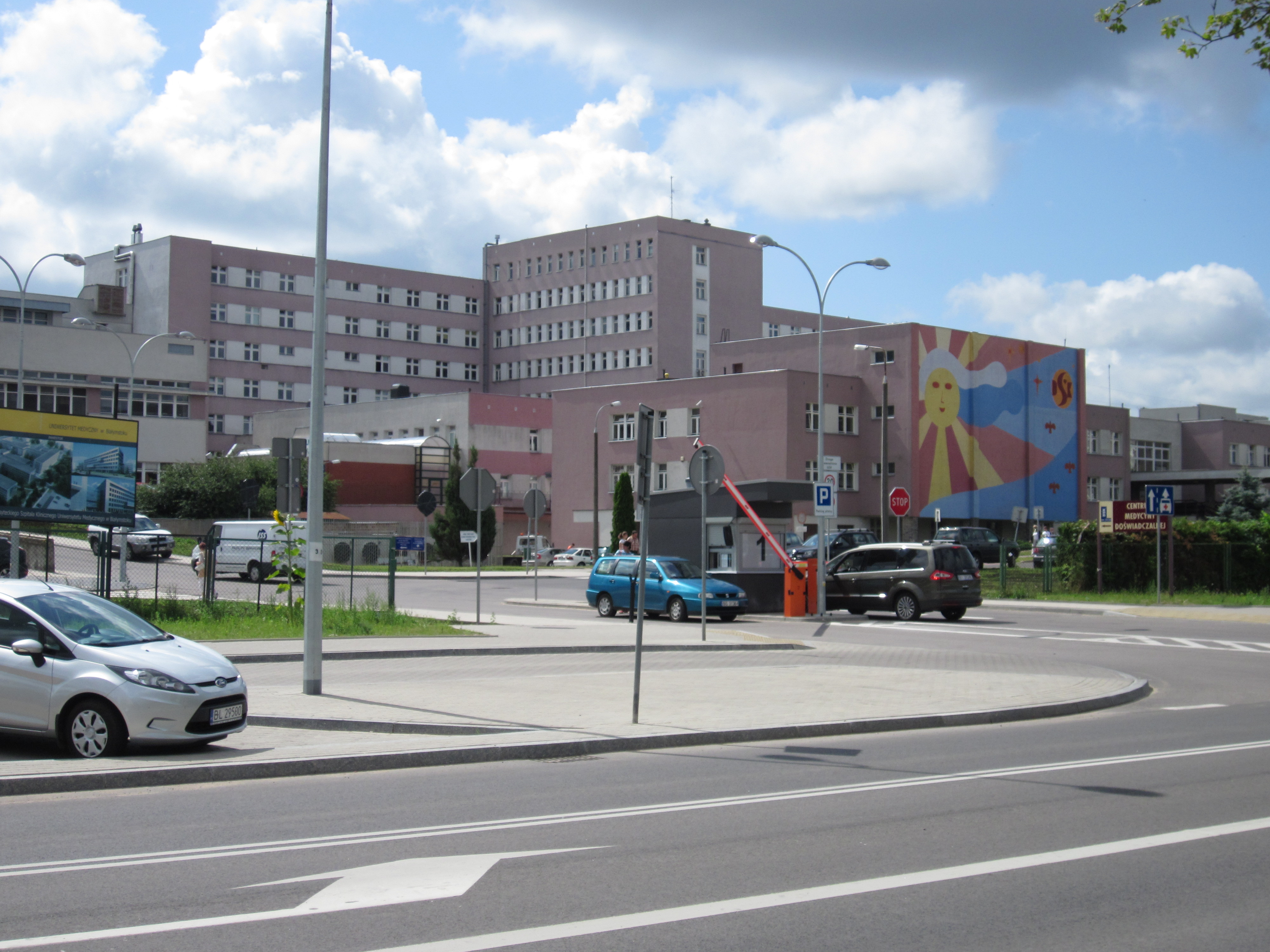
Uniwersytecki Dziecięcy Szpital Kliniczny

- Uniwersytecki Dziecięcy Szpital Kliniczny im. L. Zamenhofa – ul. Waszyngtona
- Uniwersytecki Szpital Kliniczny - ul. M. Skłodowskiej-Curie
- Wojewódzki Szpital Zespolony im. J. Śniadeckiego

## Szkoły
- IV Liceum Ogólnokształcące im. C. K. Norwida
- Szkoła Podstawowa nr 6 im. J. Iwaszkiewicza
- Szkoła Podstawowa nr 9 im. 42. Pułku Piechoty[5]

## Uczelnie i obiekty uczelniane

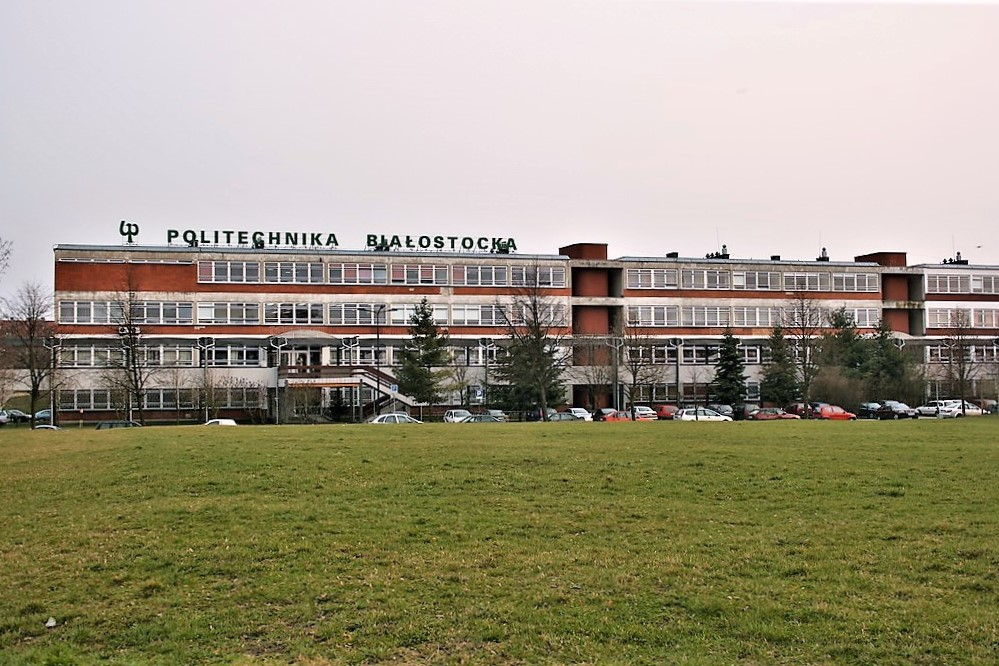
Politechnika Białostocka

- Politechnika Białostocka (ul. Wiejska)
- Domy studenta Politechniki Białostockiej
- Radio Akadera
- Instytut Biologii Uniwersytetu w Białymstoku
- Hala sportowa Uniwersytetu w Białymstoku
- Wydział Pedagogiki i Psychologii Uniwersytetu w Białymstoku – ul. Świerkowa
- Biblioteka Uniwersytecka w Białymstoku
- Centrum Dydaktyczno-Naukowe Wydziału Nauk o Zdrowiu Uniwersytetu Medycznego - ul. Szpitalna
- Centrum Medycyny Doświadczalnej Uniwersytetu Medycznego - ul. Waszyngtona
- Dom studenta nr 2 Uniwersytetu Medycznego